# HD100357
HD100357 — хімічно пекулярна зоря спектрального класу A0, що має видиму зоряну величину в смузі V приблизно  9,0.
Вона  розташована на відстані близько 838,4 світлових років від Сонця.

## Пекулярний хімічний склад
Зоряна атмосфера HD100357 має підвищений вміст 
Eu
.